# Annamária Tóth
Annamaria Toth (Hungría, 14 de septiembre de 1945-24 de julio de 2023) fue una atleta húngara, especializada en la prueba de pentatlón en la que llegó a ser medallista de bronce olímpica en 1968.

## Carrera deportiva
En los JJ. OO. de México 1968 ganó la medalla de bronce en la competición de petatlón, con una puntuación de 4959 puntos, tras la alemana Ingrid Becker (oro) y la austriaca Liese Prokop (plata).